# Sinfonia n. 3 (Mendelssohn)
La Sinfonia n. 3 in la minore, op. 56, nota con il nome di Scozzese, è una sinfonia di Felix Mendelssohn. L'opera fu composta in un lungo intervallo di tempo: dal 1829, data del viaggio in Scozia del compositore, al 1842, anno della stesura finale. La partitura reca una dedica alla regina Vittoria. La prima esecuzione ebbe luogo a Lipsia il 3 marzo 1842. La pubblicazione in forma completa avvenne nel 1842.

## Storia della composizione
Mendelssohn sostenne di essere stato ispirato a scrivere la sinfonia durante il suo viaggio in Gran Bretagna nel 1829. Dopo una serie di esibizioni di successo a Londra, Mendelssohn intraprese un viaggio in Scozia assieme all'amico Karl Klingemann. Il 30 luglio il compositore visitò le rovine di una cappella presso Holyrood Palace a Edimburgo, dove ebbe l'idea iniziale dell'opera: egli descrisse l'esperienza in una lettera, nella quale incluse un abbozzo del tema di apertura della sinfonia. Mendelssohn e il suo compagno di viaggio più tardi visitarono Staffa, che ispirò il compositore a scrivere l'ouverture Le Ebridi, che lo tenne impegnato fino al suo completamento, avvenuto l'anno successivo. In seguito, Mendelssohn continuò a lavorare a quella che sarebbe diventata la sua terza sinfonia durante il suo viaggio in Italia. Tuttavia, nel 1831, accantonò il pezzo. Egli ritornò infine sulla sua sinfonia nel 1841 e la completò a Berlino il 20 gennaio 1842. Sebbene fosse stata la quinta ed ultima sinfonia del compositore ad essere completata, fu però la terza ad essere pubblicata, e conseguentemente divenne nota come Sinfonia n. 3.